# 안동 대원사 소장탱화
안동 대원사 소장탱화(安東 大圓寺 所藏幀畵)는 경상북도 안동시 목성동, 대원사에 있는 조선시대의 불화이다. 2002년 7월 15일 경상북도의 유형문화재 제335호로 지정되었다.

## 개요
3폭의 조선후기 탱화는 화기(畵記)상의 기록으로 보아 안동(安東) 중대사(中臺寺)에 봉안된 것인데 언제 어떠한 연유로 대원사(大圓寺)에 이안(移安)되었는지는 알 수 없다. 한국사찰전서와 한국불교 사학대사전 기록에 의하면 중대사는 경상북도 안동군 풍산읍 서미동 학가산(鶴駕山)에 있는 절이다.
신중탱화(神衆幀畵)는 정방형에 가까운 형태로 상하 2단 구도로 상단에는 범천(梵天)과 제석천(帝釋天)을 위시한 천부(天部)와 주악선신이 배열되어 있고, 하단에는 위태천을 위시한 천룡팔부중이 다시 2단으로 배열되었는데 수인(手印)을 결한 왼손과 오른손으로 삼고저를 들고 서 있는 위태천, 그 좌우로 5위(位) 그리고 위태천의 두광(頭光) 좌우로도 4위(位)씩 팔부중과 제(諸) 신장이 배열되어 있다. 상단은 제석천과 범천을 가운데로 하여 좌우로 일천자(日天子)·월천자(月天子)·2위(位) 천자(天子), 그리고 사천왕(四天王) 가운데 2천왕(天王), 향로와 보당(寶幢) 들고 있는 천녀(天女), 천과(天果)와 천화(天花)를 들고 있는 동자(童子)·동녀(童女)가 배열되었다. 범천은 삼목(三目)의 모습으로 수인(手印)을 결한채 도상(圖像)의 향우측(向右側)에, 제석천은 소매 속에 손을 감추고 있는 모습으로 향우측에 서 있다. 화면 곳곳과 제(諸) 신중(神衆)의 머리 뒤로 서운(瑞雲)이 피어 있으며, 하늘에도 서운이 감돌고 있다. 전체적인 화면의 색조는 적녹색(赤綠色)이 주류를 이루고 있으며, 신장(神將)의 무기와 지물에는 금박(金箔)이 입혀져 있다. 화기(畵記)에 기록된 신중탱합부화(神衆幀合部畵)라는 것은 각 존상의 역할이 조금씩 다르나 교리적으로 그 맥락을 같이 함으로서 한 화폭에 제석·범천의 천부(天部)와 위태천의 천룡팔부중(天龍八部衆)을 함께 그렸다는 의미이다.
후불탱화(後佛幀畵)는 좌우대칭구도로서 조선시대 전형적인 세로형식에서 벗어난 가로형식의 상단(上壇) 탱화(幀畵)로서는 비교적 단아한 구조이다. 본존여래를 중심으로 각존상의 방향이 모아져 있고 본래 불(佛)·보살(菩薩)이 두드러지게 크게 표현되나 각존상의 크기에 별차이를 두지 않고 있음이 특이하다. 구조는 여래(如來)를 불단 위에 단독으로 중앙에 안치하고 좌우로 6보살상(六菩薩像)이 배치 되는데 앞의 4보살상(四菩薩像)이 의자에 앉아 있는 모습과 6보살상에 녹색의 두광 뿐만 아니라 키형의 녹색 신광을 나타내고 있음이 주목된다. 좌우하단에 사천왕상을 배치하고 화면의 배면에 가섭·아난을 위시한 10대제자상을 리얼한 표정으로 나타내고 있다. 전체적인 색상은 적(赤)·녹색(綠色)이 주류를 이루고 있고 세부적인 문양과 의상장식의 표현이 우수하다. 부분적으로 금박을 붙여서 화려한 장엄을 하였다. 필선(筆線)은 철선(鐵線)을 가늘게 사용하여 탄력이 있고 세련되어 보인다.
지장탱화(地藏幀畵)는 후불탱화와 같이 좌우대칭구도로서 본존인 지장보살(地藏菩薩)을 높은 단을 형성하여 화면 중앙에 안치하고 하단 좌우로 도명존자와 무독귀왕을 배치하여 상하 2단으로 구성하였으나 그 좌우로 시왕상을 각각 5위(位)씩 나열시켰으며 그 배면에는 일직사자와 월직사자·판관 등을 배치하였다. 색상 역시 후불탱이나 신중탱과 같이 적(赤)·녹색(綠色)이 주류를 이루고 있다. 지장보살의 의습과 대좌가 길고 시왕이 들고 있는 홀과 관식에 금박을 붙여 장식하였으며 여백의 구름은 부드러운 색조의 적녹(赤綠) 구름으로 화면의 조화를 잘 이루고 있다. 필선 또한 후불탱 및 신중탱과 같이 세련된 조선시대 전형적인 철선(鐵線)이다.
대원사(大圓寺)의 신중탱화(神衆幀畵), 후불탱화(後佛幀畵), 지장탱화(地藏幀畵)는 조선후기 탱화들로 그 중 현재 안동지역에서 조사된 신중탱화 중 가장 큰 작품으로 화면 배색이나 등장 인물의 표현 등이 다양하고 세밀히 묘사되어 있어 이 지역 신중탱 연구에 중요한 자료가 된다. 후불탱화 및 지장탱화 역시 이 지역 조선 후기 탱화의 전형적인 면을 보여주는 자료이며 짜임새 있는 구도와 적록의 화려한 색상의 조화, 필치가 세련되어 예술적 조형미가 돋보이고 채색의 상태가 양호하다. 한 맥락의 화원집단이 동일시기에 공동으로 제작하였음을 화기를 통하여 알 수 있어 그 시대와 지역을 대표하는 화풍과 화사집단의 활동사항의 연구에 사료적 가치가 매우 크다.

## 참고 자료
- 안동대원사소장탱화 - 국가유산청 국가유산포털